# Ligue 1
Ligue 1 este competiția fotbalistică de top din Franța și Monaco. Este o ligă profesionistă din anul 1932, cu excepția sezonului 1943-1944, din timpul regimului Vichy.

## Istorie

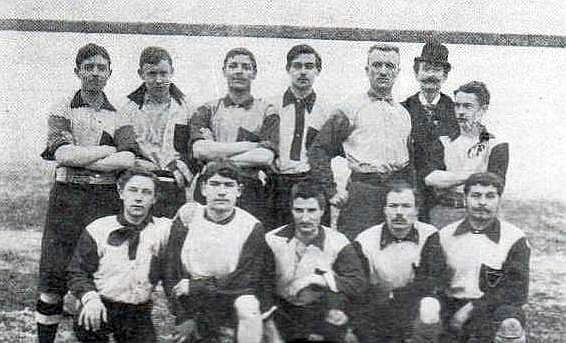
Campionii din 1895–96 Club Français, fotografiați aici în 1898.

Campionatul din prima divizie a fotbalului francez a fost disputat printr-o ligă condusă de Union des Sociétés Françaises de Sports Athlétiques (USFSA), o organizație care susținea sportul amator. Liga USFSA a desfășurat între 1894 și 1919 și a acordat 22 de titluri de ligă înainte de a fi suspendată în 1915 din cauza Primului Război Mondial și a creării și succesului Coupe de France, care devenise rapid competiția națională a țării.

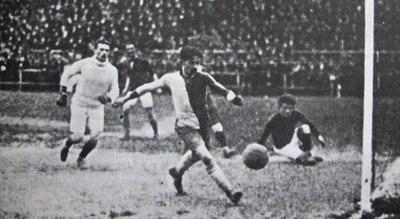
Campionii din 1918–19 Le Havre, fotografiat jucând împotriva CA Paris în 1920

USFSA a revenit în 1919, schimbând liga în numeroase ligi regionale de amatori care nu au acordat niciun titlu de ligă. Acest sistem a durat din 1919 până în 1926. În 1926, frâiele primei divizii au fost predate Federației Franceze de Fotbal. Federația a organizat și a condus o ligă formată din campionii regionali ai ligii amatori, numită Championnat de France amateur din 1927 până în 1929 și a acordat trei titluri înainte ca liga să fie convertită în liga profesionistă care există și astăzi încă din 1932.

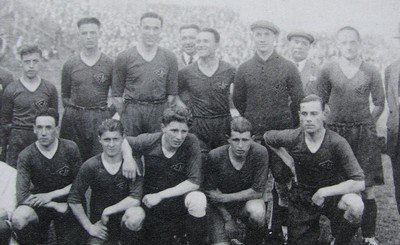
Campionii din 1926–27 CA Paris, fotografiat la sfârșitul sezonului următor

Primii campioni ai fotbalului francez au fost Standard Athletic Club, care i-a învins pe The White Rovers cu 2–0 la Courbevoie pe 6 mai 1894. Meciul inițial de campionat a avut loc pe 29 aprilie, dar s-a terminat cu 2–2, așa că meciul a fost rejucat.[4] Standard a continuat să câștige campionatul francez de încă patru ori în următorii șapte ani, înainte ca RC Roubaix să preia controlul asupra ligii, devenind primul club francez care a câștigat trei titluri consecutive începând cu 1902. După succesul lui Roubaix, deținerea titlului de ligă de amatori a început să se rotească înainte și înapoi din nordul Franței până în sudul Franței, Marsilia câștigând în cele din urmă ultimul titlu de amatori în 1929.
Ligue 1 a fost inaugurată pe 11 septembrie 1932 sub numele de National înainte de a trece la Division 1 după un an de existență. A continuat să funcționeze sub acest nume până în 2002, când și-a adoptat numele actual.

## Lista campionilor in perioada de amatori 1894-1932[4][5].
| 0†0 | Echipa câștigătoare a câștigat și Coupe de France în același sezon, câștigând o dublu.                                       |
| §   | Echipa câștigătoare a câștigat, de asemenea, Coupe de France și Coupe de la Ligue în același sezon, câștigând un Treble      |
| #   | Echipa câștigătoare a câștigat, de asemenea, Liga Campionilor UEFA și Coupe de Franța în același sezon, câștigând un Treble. |

| Ed.                        | Sezon                      | Câștigători                                 | Pe locul doi                                | Locul III                                   |
| Era amatorilor (1893–1929) | Era amatorilor (1893–1929) | Era amatorilor (1893–1929)                  | Era amatorilor (1893–1929)                  | Era amatorilor (1893–1929)                  |
| -------------------------- | -------------------------- | ------------------------------------------- | ------------------------------------------- | ------------------------------------------- |
| 1                          | 1893–94                    | Standard Athletic Club (1)                  | The White Rovers                            | N/A                                         |
| 2                          | 1894–95                    | Standard Athletic Club (2)                  | The White Rovers                            | N/A                                         |
| 3                          | 1895–96                    | Club Français (1)                           | The White Rovers                            | N/A                                         |
| 4                          | 1896–97                    | Standard Athletic Club (3)                  | The White Rovers                            | N/A                                         |
| 5                          | 1897–98                    | Standard Athletic Club (4)                  | Club Français                               | N/A                                         |
| 6                          | 1898–99                    | Le Havre (1)                                | Club Français                               | N/A                                         |
| 7                          | 1899–1900                  | Le Havre (2)                                | Club Français                               | N/A                                         |
| 8                          | 1900–01                    | Standard Athletic Club (5)                  | Le Havre                                    | N/A                                         |
| 9                          | 1901–02                    | Roubaix (1)                                 | RC Paris                                    | N/A                                         |
| 10                         | 1902–03                    | Roubaix (2)                                 | RC Paris                                    | N/A                                         |
| 11                         | 1903–04                    | Roubaix (3)                                 | Suisse Paris                                | N/A                                         |
| 12                         | 1904–05                    | Gallia Club Paris (1)                       | Roubaix                                     | N/A                                         |
| 13                         | 1905–06                    | Roubaix (4)                                 | CA Paris                                    | N/A                                         |
| 14                         | 1906–07                    | RC Paris (1)                                | Roubaix                                     | N/A                                         |
| 15                         | 1907–08                    | Roubaix (5)                                 | RC Paris                                    | N/A                                         |
| 16                         | 1908–09                    | Stade Helvétique (1)                        | CA Paris                                    | N/A                                         |
| 17                         | 1909–10                    | US Tourcoing (1)                            | Stade Helvétique                            | N/A                                         |
| 18                         | 1910–11                    | Stade Helvétique (2)                        | RC Paris                                    | N/A                                         |
| 19                         | 1911–12                    | Saint-Raphaël (1)                           | AS Française                                | N/A                                         |
| 20                         | 1912–13                    | Stade Helvétique (3)                        | Rouen                                       | N/A                                         |
| 21                         | 1913–14                    | Olympique Lillois (1)                       | Sète                                        | N/A                                         |
| –                          | 1914–18                    | Suspendat din cauza Primului Război Mondial | Suspendat din cauza Primului Război Mondial | Suspendat din cauza Primului Război Mondial |
| 22                         | 1918–19                    | Le Havre (3)                                | Marseille                                   | N/A                                         |
| –                          | 1919–26                    | Nu s-a disputat                             | Nu s-a disputat                             | Nu s-a disputat                             |
| 23                         | 1926–27                    | CA Paris (1)                                | Amiens AC                                   | Marseille                                   |
| 24                         | 1927–28                    | Stade Français (1)                          | US Tourcoing                                | N/A                                         |
| 25                         | 1928–29                    | Marseille (1)                               | Club Français                               | N/A                                         |
| –                          | 1929–32                    | Nu s-a disputat                             | Nu s-a disputat                             | Nu s-a disputat                             |

### Performanță de club în epoca amatorilor
| Club                   | Câștigători | Pe locul doi | Sezoane câștigătoare                        |
| ---------------------- | ----------- | ------------ | ------------------------------------------- |
| Roubaix                | 5           | 2            | 1901–02, 1902–03, 1903–04, 1905–06, 1907–08 |
| Standard Athletic Club | 5           | –            | 1893–94, 1894–95, 1896–97, 1897–98, 1900–01 |
| Stade Helvétique       | 3           | 1            | 1908–09, 1910–11, 1912–13                   |
| Le Havre               | 3           | 1            | 1898–99, 1899–1900, 1918–19                 |
| Club Français          | 1           | 4            | 1895–96                                     |
| RC Paris               | 1           | 4            | 1906–07                                     |
| CA Paris               | 1           | 2            | 1926–27                                     |
| US Tourcoing           | 1           | 1            | 1909–10                                     |
| Marseille              | 1           | 1            | 1928–29                                     |
| Gallia Club Paris      | 1           | –            | 1904–05                                     |
| Saint-Raphaël          | 1           | –            | 1911–12                                     |
| Olympique Lillois      | 1           | –            | 1913–14                                     |
| Stade Français         | 1           | –            | 1927–28                                     |
| The White Rovers       | –           | 4            | –                                           |
| Suisse Paris           | –           | 1            | –                                           |
| AS Française           | –           | 1            | –                                           |
| Rouen                  | –           | 1            | –                                           |
| Sète                   | –           | 1            | –                                           |
| Amiens                 | –           | 1            | –                                           |

Note:
- RC Paris, Marsilia și Olympique Lillois sunt singurele echipe care au reușit să câștige în Era amatorilor și, de asemenea, în Era profesională.

## Echipele în top 3 în Era profesionistă 1932-prezent
| Sezon | Campioană | Locul 2 | Locul 3 | Sezon | Campioană | Locul 2 | Locul 3 | Sezon | Campioană | Locul 2 | Locul 3 |

| 2025 | PSG           | Marseille     | Monaco        | 2026    |                                                                    |                                                                    |                                                                    | 2027 |               |               |               |
| 2022 | PSG           | Marseille     | Monaco        | 2023    | PSG                                                                | Lens                                                               | Marseille                                                          | 2024 | PSG           | Monaco        | Brest         |
| 2019 | PSG           | Lille         | Lyon          | 2020    | PSG                                                                | Marseille                                                          | Rennes                                                             | 2021 | Lille         | PSG           | Monaco        |
| 2016 | PSG           | Lyon          | Monaco        | 2017    | Monaco                                                             | PSG                                                                | Nice                                                               | 2018 | PSG           | Monaco        | Lyon          |
| 2013 | PSG           | Marseille     | Lyon          | 2014    | PSG                                                                | Monaco                                                             | Lille                                                              | 2015 | PSG           | Lyon          | Monaco        |
| 2010 | Marseille     | Lyon          | Auxerre       | 2011    | Lille                                                              | Marseille                                                          | Lyon                                                               | 2012 | Montpellier   | PSG           | Lille         |
| 2007 | Lyon          | Marseille     | Toulouse      | 2008    | Lyon                                                               | Bordeaux                                                           | Marseille                                                          | 2009 | Bordeaux      | Marseille     | Lyon          |
| 2004 | Lyon          | PSG           | Monaco        | 2005    | Lyon                                                               | Lille                                                              | Monaco                                                             | 2006 | Lyon          | Bordeaux      | Lille         |
| 2001 | Nantes        | Lyon          | Lille         | 2002    | Lyon                                                               | Lens                                                               | Auxerre                                                            | 2003 | Lyon          | Monaco        | Marseille     |
| 1998 | Lens          | Metz          | Monaco        | 1999    | Bordeaux                                                           | Marseille                                                          | Lyon                                                               | 2000 | Monaco        | PSG           | Lyon          |
| 1995 | Nantes        | Lyon          | PSG           | 1996    | Auxerre                                                            | PSG                                                                | Monaco                                                             | 1997 | Monaco        | PSG           | Nantes        |
| 1992 | Marseille     | Monaco        | PSG           | 1993    | Marseille✶                                                         | PSG                                                                | Monaco                                                             | 1994 | PSG           | Marseille     | Auxerre       |
| 1989 | Marseille     | PSG           | Monaco        | 1990    | Marseille                                                          | Bordeaux                                                           | Monaco                                                             | 1991 | Marseille     | Monaco        | Auxerre       |
| 1986 | PSG           | Nantes        | Bordeaux      | 1987    | Bordeaux                                                           | Marseille                                                          | Toulouse                                                           | 1988 | Monaco        | Bordeaux      | Montpellier   |
| 1983 | Nantes        | Bordeaux      | PSG           | 1984    | Bordeaux                                                           | Monaco                                                             | Auxerre                                                            | 1985 | Bordeaux      | Nantes        | Monaco        |
| 1980 | Nantes        | Sochaux       | Saint-Étienne | 1981    | Saint-Étienne                                                      | Nantes                                                             | Bordeaux                                                           | 1982 | Monaco        | Saint-Étienne | Sochaux       |
| 1977 | Nantes        | Lens          | Bastia        | 1978    | Monaco                                                             | Nantes                                                             | Strasbourg                                                         | 1979 | Strasbourg    | Nantes        | Saint-Étienne |
| 1974 | Saint-Étienne | Nantes        | Lyon          | 1975    | Saint-Étienne                                                      | Marseille                                                          | Lyon                                                               | 1976 | Saint-Étienne | Nice          | Sochaux       |
| 1971 | Marseille     | Saint-Étienne | Nantes        | 1972    | Marseille                                                          | Nîmes                                                              | Sochaux                                                            | 1973 | Nantes        | Nice          | Marseille     |
| 1968 | Saint-Étienne | Nice          | Sochaux       | 1969    | Saint-Étienne                                                      | Bordeaux                                                           | Metz                                                               | 1970 | Saint-Étienne | Marseille     | Sedan         |
| 1965 | Nantes        | Bordeaux      | Valenciennes  | 1966    | Nantes                                                             | Bordeaux                                                           | Valenciennes                                                       | 1967 | Saint-Étienne | Nantes        | Angers        |
| 1962 | Reims         | RC Paris      | Nîmes         | 1963    | Monaco                                                             | Reims                                                              | Sedan                                                              | 1964 | Saint-Étienne | Monaco        | Lens          |
| 1959 | Nice          | Nîmes         | RC Paris      | 1960    | Reims                                                              | Nîmes                                                              | RC Paris                                                           | 1961 | Monaco        | RC Paris      | Reims         |
| 1956 | Nice          | Lens          | Monaco        | 1957    | Saint-Étienne                                                      | Lens                                                               | Reims                                                              | 1958 | Reims         | Nîmes         | Monaco        |
| 1953 | Reims         | Sochaux       | Bordeaux      | 1954    | Lille                                                              | Reims                                                              | Bordeaux                                                           | 1955 | Reims         | Toulouse      | Lens          |
| 1950 | Bordeaux      | Lille         | Reims         | 1951    | Nice                                                               | Lille                                                              | Le Havre                                                           | 1952 | Nice          | Bordeaux      | Lille         |
| 1947 | Tourcoing     | Reims         | Strasbourg    | 1948    | Marseille                                                          | Lille                                                              | Reims                                                              | 1949 | Reims         | Lille         | Marseille     |
| 1939 | Sète 34       | Marseille     | RC Paris      | 1940-45 | Campionatul suspendat din cauza celui de-al doilea război mondial. | Campionatul suspendat din cauza celui de-al doilea război mondial. | Campionatul suspendat din cauza celui de-al doilea război mondial. | 1946 | Lille         | Saint-Étienne | Tourcoing     |
| 1936 | RC Paris      | Lillois       | Strasbourg    | 1937    | Marseille                                                          | Sochaux                                                            | RC Paris                                                           | 1938 | Sochaux       | Marseille     | Sète 34       |
| 1933 | Lillois       | Cannes        | Marseille     | 1934    | Sète 34                                                            | Fives                                                              | Marseille                                                          | 1935 | Sochaux       | Strasbourg    | RC Paris      |

✶ În sezonul 1992-93, LFP i-a retras titlul de campioană clubului Marseille, deoarece președintele clubului la acea vreme, Bernard Tapie, a fost găsit vinovat pentru dare și luare de mită. Niciun câștigător nu a fost declarat pentru acel sezon.

## Palmares
| Club Sportiv | 1 | Prima oară | Ultima oară | 2 | Prima oară | Ultima oară | 3 | Prima oară | Ultima oară | Podium |

| PSG           | 13 | 1986 | 2025 | 9  | 1989 | 2021 | 3  | 1983 | 1995 | 25 |
| Saint-Étienne | 10 | 1957 | 1981 | 3  | 1946 | 1982 | 2  | 1979 | 1980 | 15 |
| Marseille     | 9  | 1937 | 2010 | 14 | 1938 | 2025 | 7  | 1933 | 2023 | 30 |
| Monaco        | 8  | 1961 | 2017 | 8  | 1964 | 2024 | 15 | 1956 | 2025 | 31 |
| Nantes        | 8  | 1965 | 2001 | 7  | 1967 | 1986 | 2  | 1971 | 1997 | 17 |
| Lyon          | 7  | 2002 | 2008 | 5  | 1995 | 2016 | 9  | 1974 | 2019 | 21 |
| Bordeaux      | 6  | 1950 | 2009 | 9  | 1952 | 2008 | 4  | 1953 | 1986 | 19 |
| Reims         | 6  | 1949 | 1962 | 3  | 1947 | 1963 | 4  | 1948 | 1961 | 13 |
| Lille         | 4  | 1946 | 2021 | 6  | 1948 | 2019 | 5  | 1952 | 2014 | 15 |
| Nice          | 4  | 1951 | 1959 | 3  | 1968 | 1976 | 1  | 2017 | -    | 8  |
| Sochaux       | 2  | 1935 | 1938 | 3  | 1937 | 1980 | 4  | 1968 | 1982 | 9  |
| Sète 34       | 2  | 1934 | 1939 | -  | -    | -    | 1  | 1938 | -    | 3  |
| Lens          | 1  | 1998 | -    | 5  | 1956 | 2023 | 2  | 1955 | 1964 | 8  |
| RC Paris      | 1  | 1936 | -    | 2  | 1961 | 1962 | 5  | 1935 | 1960 | 8  |
| Strasbourg    | 1  | 1979 | -    | 1  | 1935 | -    | 3  | 1936 | 1978 | 5  |
| Ol. Lillois   | 1  | 1933 | -    | 1  | 1936 | -    | -  | -    | -    | 2  |
| Auxerre       | 1  | 1996 | -    | -  | -    | -    | 5  | 1984 | 2010 | 6  |
| Tourcoing     | 1  | 1947 | -    | -  | -    | -    | 1  | 1946 | -    | 2  |
| Montpellier   | 1  | 2012 | -    | -  | -    | -    | 1  | 1988 | -    | 2  |
| Nîmes         | -  | -    | -    | 4  | 1958 | 1972 | 1  | 1962 | -    | 5  |
| Toulouse      | -  | -    | -    | 1  | 1955 | -    | 2  | 1987 | 2007 | 3  |
| Metz          | -  | -    | -    | 1  | 1998 | -    | 1  | 1969 | -    | 2  |
| Cannes        | -  | -    | -    | 1  | 1933 | -    | -  | -    | -    | 1  |
| Fives         | -  | -    | -    | 1  | 1934 | -    | -  | -    | -    | 1  |
| Sedan         | -  | -    | -    | -  | -    | -    | 2  | 1963 | 1970 | 2  |
| Valenciennes  | -  | -    | -    | -  | -    | -    | 2  | 1965 | 1966 | 2  |
| Le Havre      | -  | -    | -    | -  | -    | -    | 1  | 1951 | -    | 1  |
| Angers        | -  | -    | -    | -  | -    | -    | 1  | 1967 | -    | 1  |
| Bastia        | -  | -    | -    | -  | -    | -    | 1  | 1977 | -    | 1  |
| Rennes        | -  | -    | -    | -  | -    | -    | 1  | 2020 | -    | 1  |
| Brest         | -  | -    | -    | -  | -    | -    | 1  | 2024 | -    | 1  |

## Performanțe pe orașe
| Regiune                      | Orașul        | Titluri | Cluburi                                    |
| ---------------------------- | ------------- | ------- | ------------------------------------------ |
| Île-de-France                | Paris         | 14      | PSG (13), Paris RC (1),                    |
| Auvergne-Ron-Alpi            | Saint-Étienne | 10      | AS St-E. (10),                             |
| Provența-Alpi-Coasta de Azur | Marsilia      | 9       | OM (9),                                    |
| Provența-Alpi-Coasta de Azur | Monaco        | 8       | AS M. (8),                                 |
| Pays de la Loire             | Nantes        | 8       | FC N. (8),                                 |
| Auvergne-Ron-Alpi            | Lyon          | 7       | Olympique L. (7),                          |
| Noua Aquitania               | Bordeaux      | 6       | FC Girondins de B. (6),                    |
| Grand Est                    | Reims         | 6       | Stade de R. (6),                           |
| Hauts-de-France              | Lille         | 6       | L. OSC (4), Ol. Lillois (1), Tourcoing (1) |
| Provența-Alpi-Coasta de Azur | Nisa          | 4       | OGC N. (4),                                |
| Burgundia-Franche-Comté      | Montbéliard   | 2       | Sochaux (2),                               |
| Occitania                    | Sète          | 2       | FC Sète 34 (2),                            |
| Hauts-de-France              | Lens          | 1       | RC L. (1),                                 |
| Grand Est                    | Strasbourg    | 1       | RC S. Alsace (1),                          |
| Burgundia-Franche-Comté      | Auxerre       | 1       | AJ A. (1),                                 |
| Occitania                    | Montpellier   | 1       | M. Hérault SC (1),                         |

## Top 11
| Top 11 | Club Sportiv  | Campionat | Cupa | Cupa Ligii | Supercupa | Total |
| ------ | ------------- | --------- | ---- | ---------- | --------- | ----- |
| 1      | PSG           | 13        | 15   | 9          | 13        | 50    |
| 2      | Marseille     | 9         | 10   | 3          | 3         | 25    |
| 3      | Saint-Étienne | 10        | 6    | 1          | 5         | 22    |
| 4      | Lyon          | 7         | 5    | 1          | 8         | 21    |
| 5      | Monaco        | 8         | 5    | 1          | 4         | 18    |
| 6      | Nantes        | 8         | 4    | 1          | 3         | 16    |
| 7      | Bordeaux      | 6         | 4    | 3          | 3         | 16    |
| 8      | Reims         | 6         | 2    | 1          | 5         | 14    |
| 9      | Lille         | 4         | 6    | 0          | 1         | 11    |
| 10     | Nice          | 4         | 3    | 0          | 1         | 8     |
| 11     | Strasbourg    | 1         | 3    | 4          | 0         | 8     |

## Recorduri

### Club
- Cele mai multe titluri de campioană: Paris Saint-Germain, 13
- Cele mai multe titluri consecutive de campioană: Lyon (2002-2008), 7
- Cea mai lungă serie de meciuri fără înfrângere într-un sezon: Nantes, 32 meciuri (1994-1995)
- Cea mai lungă serie fără înfrângere pe teren propriu: Nantes, 92 meciuri, între 15 mai 1976 și 7 aprilie 1981
- Cele mai multe victorii într-un sezon: 26 pentru Reims (1959-60), Monaco (1960-61), Nantes (1965-66, 1979-80) în ediții de campionat cu 20 de echipe; 25 pentru Saint-Étienne (1969-70) în ediții de campionat cu 18 de echipe
- Cele mai multe victorii pe teren propriu într-un sezon: 19 pentru Saint-Étienne (1974-75)
- Cele mai multe victorii în deplasare într-un sezon: 12 pentru Saint-Étienne (1969-70) Lyon (2005-2006) și Marseille (1971-72 și 2008-09)
- Cele mai puține înfrângeri într-un sezon: 1 pentru Nantes (1994-95)
- Cele mai multe sezoane în prima divizie: Marseille, 69 sezoane(inclusiv 2018-2019)
- Cele mai multe sezoane consecutive în prima divizie: Nantes, 44 sezoane (1963-2007)
- Sezonul cu cele mai multe goluri marcate: 1946-47 (1.344 goluri, o medie de 3,51 pe meci) în edițiile de campionat cu 20 de echipe; 1948-49 (1.138 goluri, o medie de 3,71 pe meci) în edițiile de campionat cu 18 echipe
- Echipa cu cele mai multe goluri marcate într-un sezon: 1959-60 RC Paris, 118 goluri (campionat cu 20 de echipe); 1948-49 Lille, 102 goluri (campionat cu 18 echipe)
- Echipa cu cele mai puține goluri primite într-un sezon: 1991-92 Marseille, 21 goluri primite
- Echipa cu cel mai bun golaveraj într-un sezon: 1959-60 Reims, +63 (campionat cu 20 de echipe);  1948-49 Lille, +62 (campionat cu 18 de echipe)
- Cea mai mare victorie: 12-1, Sochaux - Valenciennes, 1935-36
- Cele mai multe remize într-un sezon : 2004-05 Bordeaux, 20
- Antrenorul cu cele mai multe meciuri : Guy Roux, Auxerre (1961-2000,2001-2005) 890 meciuri

### Cele mai multe meciuri
| Jucător | Jucător                    | Perioadă  | Cluburi                                           | Meciuri |
| ------- | -------------------------- | --------- | ------------------------------------------------- | ------- |
| 1       | Mickaël Landreau           | 1997–2014 | Nantes, Paris Saint-Germain, Lille, Bastia        | 618     |
| 2       | Jean-Luc Ettori            | 1975–1994 | Monaco                                            | 602     |
| 3       | Dominique Dropsy           | 1971–1989 | Valenciennes, Strasbourg, Bordeaux                | 596     |
| 4       | Dominique Baratelli        | 1967–1985 | Ajaccio, Nice, Paris Saint-Germain                | 593     |
| 5       | Alain Giresse              | 1970–1988 | Bordeaux, Marseille                               | 586     |
| 6       | Sylvain Kastendeuch        | 1982–2001 | Metz, Saint-Étienne, Toulouse                     | 577     |
| 7       | Patrick Battiston          | 1973–1991 | Bordeaux, Metz, Saint-Étienne, Monaco             | 558     |
| 8       | Jacky Novi                 | 1964–1980 | Marseille, Nîmes, Paris Saint-Germain, Strasbourg | 545     |
| 9       | Roger Marche               | 1944–1962 | Stade Reims, Paris                                | 542     |
| 10      | Jean-Paul Bertrand-Demanes | 1969–1988 | Nantes                                            | 532     |

### Golgheteri
| Jucător | Jucător          | Perioadă  | Club                                     | Goluri       | Meciuri |
| ------- | ---------------- | --------- | ---------------------------------------- | ------------ | ------- |
| 1       | Delio Onnis      | 1971–1986 | Monaco, Reims, Tours, Toulon             | 299 (Ø 0,66) | 449     |
| 2       | Bernard Lacombe  | 1969–1987 | Lyon, Saint-Étienne, Bordeaux            | 255 (Ø 0,51) | 497     |
| 3       | Hervé Revelli    | 1965–1978 | Saint-Étienne, Nice                      | 216 (Ø 0,55) | 389     |
| 4       | Roger Courtois   | 1932–1956 | Sochaux, Troyes                          | 210 (Ø 0,72) | 288     |
| 5       | Thadée Cisowski  | 1947–1961 | Metz, Paris, Valenciennes                | 206 (Ø 0,72) | 286     |
| 6       | Roger Piantoni   | 1950–1966 | Nancy, Stade Reims, Nice                 | 203 (Ø 0,52) | 394     |
| 7       | Joseph Ujlaki    | 1947–1964 | Stade Français, Sète, Nîmes, Nice, Paris | 189 (Ø 0,43) | 438     |
| 8       | Fleury Di Nallo  | 1960–1975 | Lyon, Red Star Paris                     | 187 (Ø 0,44) | 425     |
| 9       | Carlos Bianchi   | 1973–1980 | Reims, Paris Saint-Germain, Strasbourg   | 179 (Ø 0,81) | 220     |
| 10      | Gunnar Andersson | 1950–1960 | Marseille, Bordeaux                      | 179 (Ø 0,77) | 234     |

## Performanțe în cupele europene

### Clasamentul UEFA
Coeficientul UEFA în 2025
- 1  Premier League
- 2  Serie A
- 3  La Liga
- 4  Bundesliga
- 5  Ligue 1

### Cele mai mari realizări
| Club Sportiv        | Cupa Campionilor Europeni / Liga Campionilor | Cupa Campionilor Europeni / Liga Campionilor | Cupa Campionilor Europeni / Liga Campionilor | Cupa Campionilor Europeni / Liga Campionilor | Cupa Orașelor Târguri / Cupa UEFA / Europa League | Cupa Orașelor Târguri / Cupa UEFA / Europa League | Cupa Orașelor Târguri / Cupa UEFA / Europa League | Cupa Orașelor Târguri / Cupa UEFA / Europa League | Cupa Cupelor UEFA | Cupa Cupelor UEFA | Cupa Cupelor UEFA | Cupa Cupelor UEFA | Supercupa Europei | Supercupa Europei | Cupa UEFA Intertoto | Cupa UEFA Intertoto |
| Campioni            | Finala                                       | Semifinala                                   | Sferturi                                     | Campioni                                     | Finala                                            | Semifinala                                        | Sferturi                                          | Campioni                                          | Finala            | Semifinala        | Sferturi          | Campioni          | Finala            | Campioni          | Finala              |                     |
| ------------------- | -------------------------------------------- | -------------------------------------------- | -------------------------------------------- | -------------------------------------------- | ------------------------------------------------- | ------------------------------------------------- | ------------------------------------------------- | ------------------------------------------------- | ----------------- | ----------------- | ----------------- | ----------------- | ----------------- | ----------------- | ------------------- | ------------------- |
| Marseille           | 1993                                         | 1991                                         | 1990                                         | 2012                                         | -                                                 | 1999, 2004, 2018                                  |                                                   | 2009                                              | -                 | -                 | 1988              | -                 | -                 | -                 | 2005, 2006          | -                   |
| Stade de Reims      | -                                            | 1956, 1959                                   | -                                            | 1963                                         | -                                                 | -                                                 | -                                                 | -                                                 | -                 | -                 | -                 | -                 | -                 | -                 | -                   | -                   |
| AS Monaco           | -                                            | 2004                                         | 1994, 1998, 2017                             | 1989                                         | -                                                 | -                                                 | 1997                                              | -                                                 | -                 | 1992              | 1990              | -                 | -                 | -                 | -                   | -                   |
| Paris Saint-Germain | -                                            | 2020                                         | 1995, 2021                                   | 2013, 2014, 2015, 2016                       | -                                                 | -                                                 | 1993                                              | 2009                                              | 1996              | 1997              | 1994              | 1983              | -                 | 1996              | 2001                | -                   |
| Saint-Étienne       | -                                            | 1976                                         | 1975                                         | 1977                                         | -                                                 | -                                                 | -                                                 | 1980, 1981                                        | -                 | -                 | -                 | -                 | -                 | -                 | -                   | -                   |
| Lyon                | -                                            | -                                            | 2010                                         | 2004, 2005, 2006                             | -                                                 | -                                                 | 2017                                              | 1999, 2014                                        | -                 | -                 | 1964              | 1968              | -                 | -                 | 1997                | -                   |
| Bordeaux            | -                                            | -                                            | 1985                                         | 1988, 2010                                   | -                                                 | 1996                                              | -                                                 | 1999, 2004                                        | -                 | -                 | 1987              | -                 | -                 | -                 | 1995                | -                   |
| FC Nantes           | -                                            | -                                            | 1996                                         | -                                            | -                                                 | -                                                 | -                                                 | 1995                                              | -                 | -                 | 1980              | -                 | -                 | -                 | -                   | -                   |
| Nice                | -                                            | -                                            | -                                            | 1957, 1960                                   | -                                                 | -                                                 | -                                                 | -                                                 | -                 | -                 | -                 | -                 | -                 | -                 | -                   | -                   |
| Strasbourg          | -                                            | -                                            | -                                            | 1980                                         | -                                                 | -                                                 | -                                                 | 1965                                              | -                 | -                 | -                 | -                 | -                 | -                 | 1995                | -                   |
| AJ Auxerre          | -                                            | -                                            | -                                            | 1997                                         | -                                                 | -                                                 | 1993                                              | 1990, 1998, 2005                                  | -                 | -                 | -                 | 1995              | -                 | -                 | 1997, 2006          | 2000                |
| SC Bastia           | -                                            | -                                            | -                                            | -                                            | -                                                 | 1978                                              | -                                                 | -                                                 | -                 | -                 | -                 | -                 | -                 | -                 | 1997                | -                   |
| Sochaux             | -                                            | -                                            | -                                            | -                                            | -                                                 | -                                                 | 1981                                              | -                                                 | -                 | -                 | -                 | -                 | -                 | -                 | -                   | -                   |
| RC Lens             | -                                            | -                                            | -                                            | -                                            | -                                                 | -                                                 | 2000                                              | -                                                 | -                 | -                 | -                 | -                 | -                 | -                 | 2005, 2007          | -                   |
| Montpellier         | -                                            | -                                            | -                                            | -                                            | -                                                 | -                                                 | -                                                 | -                                                 | -                 | -                 | -                 | 1991              | -                 | -                 | 1999                | 1997                |
| Rennes              | -                                            | -                                            | -                                            | -                                            | -                                                 | -                                                 | -                                                 | -                                                 | -                 | -                 | -                 | -                 | -                 | -                 | 2008                | 1999                |
| Lille               | -                                            | -                                            | -                                            | -                                            | -                                                 | -                                                 | -                                                 | -                                                 | -                 | -                 | -                 | -                 | -                 | -                 | 2004                | 2002                |
| Guingamp            | -                                            | -                                            | -                                            | -                                            | -                                                 | -                                                 | -                                                 | -                                                 | -                 | -                 | -                 | -                 | -                 | -                 | 1996                | -                   |
| Troyes AC           | -                                            | -                                            | -                                            | -                                            | -                                                 | -                                                 | -                                                 | -                                                 | -                 | -                 | -                 | -                 | -                 | -                 | 2001                | -                   |
| FC Metz             | -                                            | -                                            | -                                            | -                                            | -                                                 | -                                                 | -                                                 | -                                                 | -                 | -                 | -                 | -                 | -                 | -                 | -                   | 1999                |